# Emanuel von Proskowetz mladší
Emanuel von Proskowetz mladší, též Emanuel Proskowetz mladší (16. listopadu 1849 Praha – 16. listopadu 1944 Kvasice), byl rakousko-uherský (rakouský) průmyslník, podnikatel v cukrovarnictví, šlechtitel a hudebník. Proslavil se zejména dlouhodobým šlechtěním původního sladovnického ječmene, který dostal název Hanna Pedigree
a který se stal nejpoužívanější odrůdou sladovnického ječmene v Rakousku-Uhersku.
Z jeho ječmene byly vyšlechtěny další sladovnické odrůdy jak v Česku, tak i například v Německu a Švédsku.

## Životopis

### Mládí
Emanuel se narodil 16. listopadu 1849 v Praze jako prvorozený syn rakousko-uherského politika a podnikatele Emanuela von Proskowetze staršího a jeho ženy Julie. Ta byla nejstarší sestrou Ferdinanda Urbánka, se kterým Emanuel starší v Kvasicích vybudoval cukrovar.
Emanuel mladší nejprve vystudoval nižší gymnázium v Praze, a poté Skotské gymnázium ve Vídni. Následně se při studiu Vídeňské univerzity zaměřil na botanickou výzkumnou činnost a studium úspěšně dokončil v roce 1871.

### Cukrovarnictví
Byl synem významného majitele cukrovaru, ale roku 1872
do praxe nastoupil v židlochovickém cukrovaru, který tehdy navštěvovalo mnoho odborníků. Emanuel tak získal cenné zkušenosti pro své budoucí podnikání. Cukrovar v Židlochovicích založil podnikatel původem z Francie Florentin Robert a cukrovar po něm převzal syn Julius Robert. Ten měl dceru Julii, se kterou se v Židlochovicích Emanuel sblížil a v roce 1879 se s ní oženil.
V roce 1876 otec Emanuelovi předal vedení velkostatku a cukrovaru v Kvasicích. Se svým mladším bratrem Maximiliánem podnikl v roce 1878 velkou studijní cestu po západní Evropě, na které zkoumal tamní různé zemědělské přístupy. Získané poznatky zachytil ve své knize Landwirtschaftliche Reisebriefe. Roku 1879 se Emanuel v Kvasicích trvale usadil a zaměřil se na zvýšení výnosů svého velkostatku správným hnojením a hlubokou kultivací půdy.

### Šlechtitelství
V 60. letech 19. století začali velkostatkáři na Moravě používat ze západní Evropy dovážené osivo ječmene. To však nebylo přizpůsobeno suššímu klimatu, a proto po suchých letech výrazně klesaly výnosy. Proskowetz v těchto letech zaznamenal, že malí rolníci nepoužívající umělá hnojiva měli s místními odrůdami ječmene lepší výnosy. Roku 1873 proto začal na kvasických pozemcích šlechtit místní odrůdy ječmene a zkoumat jejich výnosy. Tytéž odrůdy pro porovnání sel i v Židlochovicích. Nejlepší výnosy měla odrůda z okolí Holešova, kterou Proskowetz získal od jednoho starého rolníka a začal ji nejprve šlechtit hromadným klasovým výběrem.
V roce 1884 tak vznikla odrůda Hanna Pedigree, která se stala nejpoužívanější odrůdou sladovnického ječmene v Rakousku-Uhersku a rozšířila se i do dalších zemí Evropy. Od roku 1885 tuto odrůdu dále šlechtil individuálním výběrem nejlepších linií. Šlo o ranou odrůdu snášející sucho a využívající převážně srážky spadlé v zimním období. V porovnání s jinými typy ječmenů tento odnožoval dvojnásobně, takže bylo možné vysévat méně osiva a selo se do širších řádků.